# Echidna
Echidna (gr. Ἔχιδνα Echidna, łac. Echidna, „Żmija”) – potwór w mitologii greckiej, o ciele w połowie młodej kobiety, w połowie cętkowanego węża. Miała czarne oczy, przerażający wygląd i była stale żądna krwi, żywiła się ludzkim mięsem. Hezjod pisze o niej [Theog. 304]:

Ona też inny zrodziła stwór, niepokonany, ogromny
niepodobny ni ludziom, ni nieśmiertelnym bogom,
w grocie wydrążonej – boską gwałtowną Echidnę,
wpół bystrooką dziewczynę młodą, o pięknych policzkach
wpół ogromnego węża, wielkiego i potężnego,
w cętki, okrutnego – w głębinach ziemi przeświętej.
Przeł. Jerzy Łanowski

Według Apollodorosa była córką Tartaru i Gai [II 1.2], według Hezjoda Chrysaora (syna Posejdona) i Kalliroe (córki Okeanosa) [Theog. 295], według Pauzaniasza nieznanego bliżej Peirasa i Styksu [Paus. VIII 18.1].
Według Hezjoda żyła razem z Tyfonem w jaskini w kraju Arimów (Arima) – poświadczonym także w Iliadzie [II 783], lokalizowanym w różnych miejscach, przeważnie w Cylicji lub na końcu świata.
Grecy znad Morza Czarnego byli jednak przekonani, że żyła w Scytii. Według ich opowieści, przekazanej przez Herodota [IV 7], gdy Herakles uprowadził woły Geriona, odwiedził także Scytię, kraj wtedy wciąż bezludny. Zasnął tam, a kiedy spał, jego konie zniknęły. Kiedy się obudził, wyruszył na ich poszukiwanie i zawędrował do kraju Hylaja. Znalazł tam w jaskini potworną Echidnę, którą spytał, czy wie, gdzie są jego konie. Echidna odpowiedziała, że ma je ona sama, ale nie odda ich, jeśli Herakles nie odbędzie z nią stosunku. Heros zgodził się, ale Echidna zwlekała z oddaniem mu koni, bo pragnęła jak najdłużej zatrzymać go przy sobie. Kiedy w końcu je zwróciła i odchodził, oświadczyła, że ma z nim trzech synów. Spytała, co ma z nimi zrobić – osiedlić ich w bezludnej dotąd Scytii, czy odesłać. Herakles pozostawił jej swój pas ze złotą czarą i jeden z łuków, każąc osiedlić tego, kto będzie umiał ich używać, odesłać tego, kto nie będzie tego potrafił. Gdy dorośli, Echidna nadała synom imiona – Agatyrsos, Gelonos i Skytes. Jedynie Skytes potrafił używać łuku i pasa Heraklesa, osiadł więc w Scytii i został jej pierwszym królem, od którego wywodzą się wszyscy inni – odtąd królowie Scytów noszą czarę u pasa.
Według Apollodorosa [II 1.2] Echidna została zgładzona w czasie snu przez Argosa Panoptesa.

## Potomstwo
O potwornym potomstwie Echidny zrodzonym ze związku z Tyfonem mówi wielu autorów – Hezjod [Theog. 307], Apollodoros [II 3.1–5., II 3.10–11, III 5.8], Hyginus [Fab. Praef.; Fab. 151]. Wymieniają oni:
- Chimerę
- dwugłowego psa Ortrosa
- stugłowego smoka Ladona, który strzegł jabłek Hesperyd
- smoka kolchidzkiego
- Sfinksa
- Cerbera
- Skyllę
- Gorgony
- Hydrę lernejską
- orła kaukaskiego, który pożerał wątrobę Prometeusza
- Lwa nemejskiego

Według Hezjoda Ortros zgwałcił własną matkę, a Sfinks i Lew Nemejski byli ich dziećmi.
Według wersji mieszkańców kolonii greckich nad Morzem Czarnym, Herakles przemierzając Scytię ze stadami Geriona spłodził z Echidną troje dzieci:
- Agatyrsosa
- Gelonosa
- Skytesa